# Karelinia caspia
Karelinia caspia là một loài thực vật có hoa trong họ Cúc. Loài này được (Pall.) Less mô tả khoa học đầu tiên năm 1834.